# Szigethalom
Szigethalom ist eine ungarische Stadt im Kreis Szigetszentmiklós im Komitat Pest.

## Geographische Lage
Szigethalom liegt auf der Csepel-Insel, zwischen Tököl und Szigetszentmiklós, gut 10 Kilometer südlich der ungarischen Hauptstadt Budapest. 

## Geschichte
Szigethalom wurde 1950 als eigenständige Gemeinde gegründet und ist seit 2004 eine Stadt.

## Städtepartnerschaften
- Fiľakovo, Slowakei, seit 2016
- Jaworzno, Polen, seit 2005
- Söderhamn, Schweden

## Sehenswürdigkeiten
- Griechisch-katholische Kirche Szent István vértanú
- Reformierte Kirche
- Römisch-katholische Kirche Jézus Szíve, erbaut 1933

## Verkehr
Szigethalom ist angebunden an die Linie 6 der Budapester Vorortbahn HÉV.